# João Henrique Roque dos Santos
João Henrique Roque dos Santos (Casalinhos de Alfaiata, Torres Vedras, 1 de gener de 1940) va ser un ciclista portuguès que va córrer professionalment entre 1961 i 1970. En el seu palmarès destaca els bons papers a la Volta a Portugal especialment amb el triomf de 1963, i la victòria d'etapa a la Volta a Catalunya de 1965.

## Palmarès
- 1963
  - 1r a la Porto-Lisboa
  - 1r a la Volta a Portugal i vencedor d'una etapa
- 1965
  - Vencedor d'una etapa a la Volta a Catalunya
- 1967
  - 1r al Gran Premi das Regioes do Sul

### Resultats a la Volta a Espanya
- 1963. 32è de la classificació general.
- 1964. 25è de la classificació general.
- 1965. Abandona